# Sølund Musik Festival
Sølund Musik Festival også blot kaldet Sølund Festival er, ifølge dem selv, verdens største musikfestival for udviklingshæmmede. Det finder hvert år sted på Sølund i Skanderborg. Den første festival fandt sted i 1986.

## Ekstern henvisning
1. 1 2  Fakta om festivalen solundfestivalen.dk hnentet 29. juni 2024

- Sølund Musik Festivals officielle hjemmeside

56°01′41″N 9°55′16.5″Ø / 56.02806°N 9.921250°Ø